# ZUC 12
Désignations
ZUC 12, aussi connu comme GD 165 AB, est un système double de la constellation du Bouvier. Sa composante principale est le résidu stellaire GD 165 A (ZUC 12 A), une naine blanche à pulsations de type spectral DA. Celle-ci, antérieurement considérée comme une étoile variable, est aussi connue sous la désignation CX Bootis (CX Boo).
La composante secondaire du système est l'objet substellaire GD 165 B (ZUC 12 B), une naine brune de type spectral L, considérée comme la première naine L à avoir été découverte.
Le système de ZUC 12 est situé à ∼ 109 a.l. (∼ 33,4 pc) du système solaire et il s'en rapproche avec une vitesse radiale héliocentrique de −27 km/s.

## GD 165 B (ZUC 12 B)
GD 165 B a été découverte en 1988 par les astrophysiciens américains Eric E. Becklin et Benjamin M. Zuckerman,.